# Flemming Chr. Nielsen
Flemming Christian Erland Nielsen, (født 2. juli 1943 i Brørup) er journalist, forfatter og oversætter.
Flemming Chr. Nielsen er uddannet cand.scient. (matematik og fysik) i 1969. Teateranmelder ved Kristeligt Dagblad, 1967-75. Journalist og lederskribent ved Morgenavisen Jyllands-Posten, 1980-99. Kommentator ved Kristeligt Dagblad, 2001-07. Kommentator ved Altinget, 2016-20.
Som romanforfatter debuterede Nielsen i 1975 med romanen Ondskabens rødder. Han har desuden skrevet de satiriske romaner Svamp (1994), Stasiland (2001), Rejsen til Regine (2003), Nytårstalen (2004), Den hemmelige Note (2006) og Dyrets tal (2009). Herudover den fiktive Regine Olsens dagbog (2001) samt fagbøger, essaysamlinger og biografierne Anarkisten om Mogens Glistrup (2000, revideret udgave m. titlen Glistrup 2013) og Ind i verdens vrimmel om Søren Kierkegaards ukendte bror (1998, revideret udgave 2006). I 2013 udkom erindringsbogen Nu er der vel ikke mere?, i 2018 Sort hedder en sten - mellem hedenskab og kristendom i 1000 år (4. reviderede udgave 2021), i 2022 den selvbiografiske miniroman Guds maskingevær - optegnelser af en endnu-ikke-præst og i 2024 Et hvalfangerskib var mit Yale og mit Harvard - Herman Melville og hans romaner.
Som oversætter (engelsk til dansk) har Nielsen oversat Herman Melville (Samlede værker 1-6, 2014 og to tillægsbind: En pibe Kanaster og en RedEye, 2015 & Under roserne, 2020). Desuden bøger af Noam Chomsky, Bertrand Russell og Henry David Thoreau.
Ved siden af sin skribentvirksomhed har Nielsen været medredaktør af det sprogfilosofiske tidsskrift Exil (1965-1976), i perioden 1978-1982 medarbejder ved det kritisk-okkulte tidsskrift Det Ukendte og desuden medredaktør af Epoke (tidsskrift).